# Beighton, Norfolk
Beighton är en ort och civil parish i Storbritannien.   Den ligger i grevskapet Norfolk och riksdelen England, i den sydöstra delen av landet, 170 km nordost om huvudstaden London. Antalet invånare är 412. Arean är 7,6 kvadratkilometer.
Terrängen i Beighton är mycket platt.